# SM2
SM2是中華人民共和國政府采用的一种公开密钥加密标准，由国家密码管理局于2010年12月17日发布，相关标准为“GM/T 0003-2012 《SM2椭圆曲线公钥密码算法》”。2016年，成为中国国家密码标准（GB/T 32918-2016）。
在商用密码体系中，SM2主要用于替换RSA加密演算法，其算法公开。据国家密码管理局表示，SM2基于ECC，其效率较高，安全性与NIST Prime256相当。
SM2主要包括三部分：签名算法、密钥交换算法、加密算法，其中SM2签名算法收录于ISO/IEC 14888-3:2018《信息安全技术带附录的数字签名第3部分：基于离散对数的机制》。